# Vadász Krisztina
Vadász Krisztina (Szeged, 1992. június 22. –) magyar színésznő, rendező, koreográfus.

## Pályafutása
Ötéves korában kezdett táncolni, majd a Tarjáni Magyar-Német Kéttannyelvű Általános Iskola és Alapfokú Művészetoktatási Intézmény tánc tagozatán tanult. 5 éven keresztül tanult zongorázni, és magánénekre is járt az általános iskolai évei alatt. Az alapfokú táncoktatás után a szegedi X-treme Hip Hop Tánciskolában tanult tovább. 
2011-ben Szentesen érettségizett a Horváth Mihály Gimnázium irodalmi-drámai tagozatán, majd ugyanebben az évben a budapesti Shakespeare Színművészeti Akadémia színész II. képzését kezdte el. Innen azonban átjelentkezett a Nemes Nagy Ágnes Művészeti Szakközépiskola színészképzésére, és itt fejezte be azt. 
A 2014/2015-ös évadban a Táp Színháznál dolgozott produkciós asszisztensként, és rendezőasszisztensként. 
2015–2020 között a Színház- és Filmművészeti Egyetem színházrendező, fizikai színházi koreográfus szakára járt. 
2020 óta az Y csoport színházi műhely tagja.

### Filmes szerepei
- 2014 – Hajnali út (rendező: Aracsi Norbert)
- 2018 – Egynyári kaland 3. évad (rendező: Zomborácz Virág, Akar Péter)
- 2022 – Hotel Margaret (rendező: Hámori Barbara
- 2023 – Semmelweis (rendező: Koltai Lajos)

### Színházi rendezései
- 2017 – Túlóra (Lisa Langseth: A karmester szeretője)
- 2018 – David Mamet: Viszontlátás
- 2018 – Kanze Dzsúró Motomasza: Szumidagava
- 2019 – Jean-Paul Sartre: Zárt ajtók
- 2020 – F. Scott Fitzgerald: Szépek és átkozottak
- 2020 – Esterházy Péter: Egy nő
- 2021 – Bertolt Brecht: A szecsuáni jólélek [1]